# هیتمن ۲
«هیتمن ۲» (انگلیسی: Hitman 2) یک بازی ویدئویی اکشن در سبک مخفی‌کاری است که توسط شرکت آی‌او اینتراکتیو ساخته شده و به وسیلهٔ وارنر برادرز. اینتراکتیو انترتینمنت برای پلتفرم‌های پلی‌استیشن ۴، مایکروسافت ویندوز و اکس‌باکس وان منتشر شد. این هفتمین نسخه از سری بازی‌های ویدئویی هیتمن و همچنین نسخه ریمیک بازی هیتمن ۲: قاتل خاموش به حساب می اید. این  بازی ادامه‌ای برای بازی هیتمن ۲۰۱۶ است. در تاریخ ۱۳ نوامبر ۲۰۱۸ منتشر شد. همچنین این بازی توانست نمره مطلوب ۸۰ را از سایت متاکریتیک دریافت کند.

## روند بازی
هیتمن ۲ یک بازی یک بازی مخفی کاری است که از دید سوم شخص استفاده می‌کند و بازیکنان بار دیگر کنترل مامور ۴۷ را به دست می‌گیرند تا با نفوذ به یک سازمان جاسوسی جهانی با نام Shadow Client، آنها را نابود کند. در این ماموریت‌ها در ابتدا باید آلما رینارد یکی از مسئولین بالا رتبه Shadow Client را در منزل شخصی خود در نیوزلند را کشته و سپس رابرت و سیرا ناکس را که از سران اصلی Shadow Client هستند را در مسابقات فرمول یک در میامی نابود کند. پس از انجام این مأموریت هویت رئیس سابق امنیت و فرد کلیدی Shadow Client یعنی لوکاس گری مشخص شد که مکان حضور وی مشخص نیست. مأمور ۴۷ به کلمبیا برود و تا سه تن از اعضای اصلی کارتل مواد مخدر دلگادو که ایجاد کننده شبکه قاچاق و ارتباطات تجاری برای کمک به گری جهت موارد نظامی بودند را بکشد. در همین حین مشخص می‌شود که گری به همراه تیمش در ژوهانسبورگ بوده و دفتر شرکت Ether را منفجر کردند و یک تراشه که مشخص کننده هویت اصلی Shadow Client است را از آنجا گرفتند. برای پیدا کردن گری، مأمور ۴۷ ابتدا به بمبئی در هند می‌رود تا دستیار اول گری وزیر کله و دو معاونش را بکشد. مأمور ۴۷ به دنبال گری به کشور رومانی می‌رود و وی را در تیمارستانی که توسط دکتر اورت-میر ساخته شده‌است پیدا کرد. گری به مأمور ۴۷ می‌گوید که اون یک مهندس توسعه دهنده ژنتیکی برای دکتر اورت-میر بوده‌است و همین باعث می‌شود که باعث می‌شود که مأمور ۴۷ متوجه شود در دوران کودکی و قبل از اینکه تبدیل به یک قاتل حرفه ای شود گری را تحت عنوان "موضوع ۶" شناخته بود. گری و مأمور ۴۷ در زمان دوستی وظیفه انجام یک مأموریت جهت کشتن فردی با نام "آرتور ادواردز" ملقب به کنستانت را داشتند که پس از شکست در آن مأموریت قرار بود حافظه هر دوی آنها پاک شود اما گری از دست دکتر اورت-میر فرار کند. پس از این مأموریت، مأمور ۴۷ به نیویورک می‌رود تا محل جاسوس اصلی که با نام "جانوس" می‌باشد را پیدا کند که متوجه می‌شود کنستانت در جزیره ای در اقیانوس اطلس می‌خواهد با گروهی تحت عنوان "جامعه آرک" ملاقات کند. مأمور ۴۷ به آن جزیره رفته زوئی و سوفیا واشینگتن از اعضای اصلی جامعه آرک را می‌کشد و کنستانت را به کشتی می‌برد تا تراشه اصلی را که در بدن وی قرار دارد را با جراحی بگیرد و هویت اصلی شرکای شرکت را اعلام کند. پس از گرفتن اطلاعات تراشه، مأمور ۴۷ آن را به دایانا برنوود تحویل داده می‌شود.